# Arraquião
Arraquião (Arrachion, Arrhichion, Arrhachion, Arrichion) de Figália (morto em 564 a.C.) foi um campeão de pancrácio nos antigos Jogos Olímpicos. Ele morreu ao defender com sucesso o seu campeonato no pancrácio da 54ª Olimpíada (564 a.C.). Arraquião tem sido descrito como "o mais famoso de todos os lutadores de pancrácio".

## História

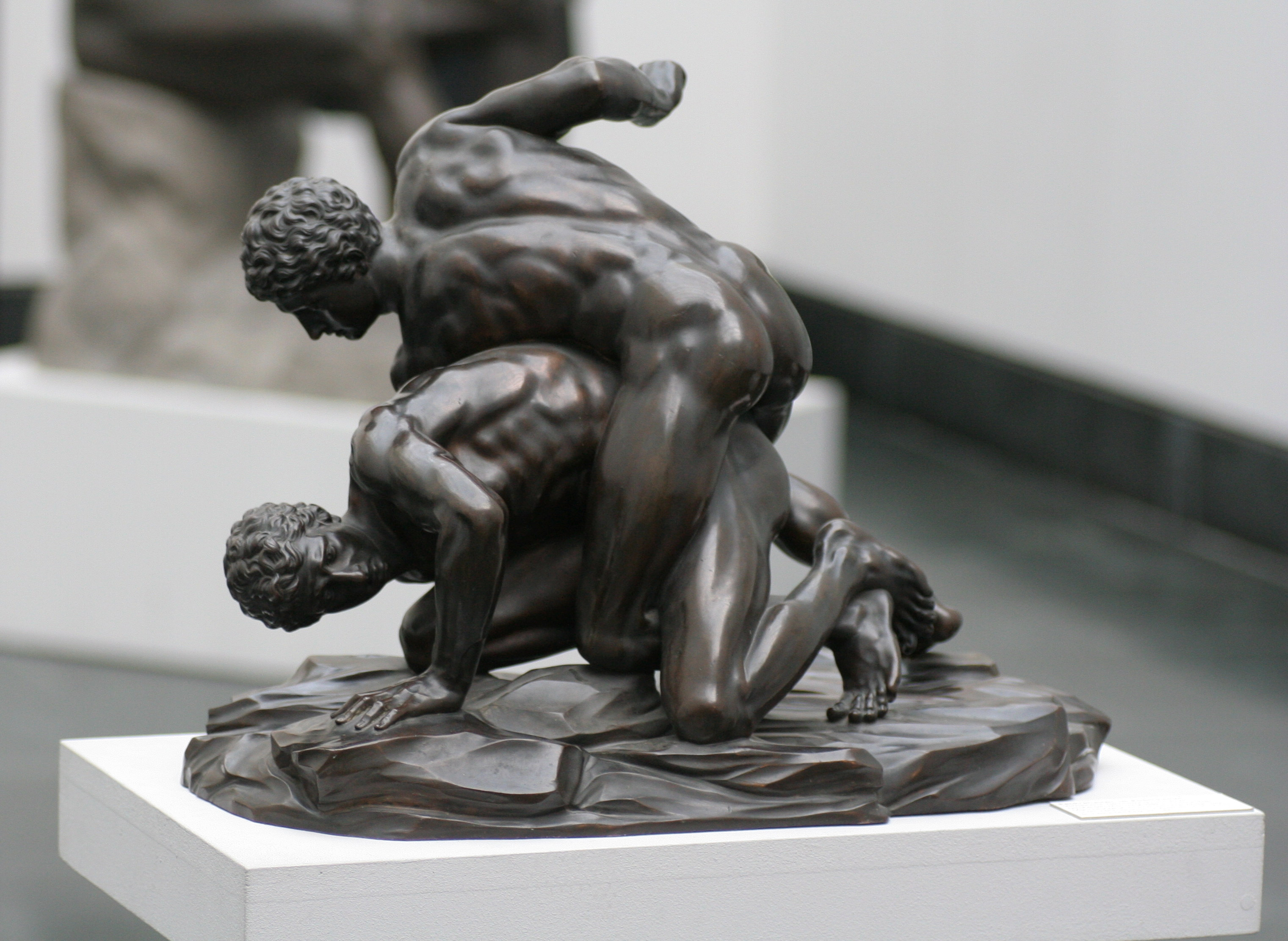
Antigo pancrácio grego

Arraquião foi o vencedor de pancrácio, uma arte marcial que mistura boxe e wrestling, na 52ª e 53ª Olimpíadas (572 e 568 a.C., respectivamente). Sua morte a luta foi descrito pelo geógrafo Pausânias e por Filóstrato o Jovem. de Acordo com Pausânias:
Quando ele estava disputando a azeitona selvagem com o último concorrente, quem quer que ele fosse, conseguiu pincelar antes e segurou Arraquião, abraçando-o com as suas pernas, e ao mesmo tempo, ele apertou seu pescoço com suas mãos. Arraquião deslocou o dedo do pé de seu oponente, mas expirou devido à asfixia; no entanto aquele que havia sufocado Arraquião foi forçado a desistir ao mesmo tempo por causa da dor em seu pé. Os Eleanos coroaram e proclamaram como vitorioso o cadáver de Arraquião.
Philostratus de Atenas, escreve em seu Ginástico (Gymnasticus) que a falha de Arraquião em submeter o seu adversário foi o resultado do seu treinador, Eryxias, gritando para ele, "Que nobre epitáfio", Ele nunca foi derrotado em Olímpia.'"
Um estátua de Arraquião foi criada em Figália; o que se acredita ser a mesma estátua que agora é exibida no museu em Olímpia. é uma das estátuas de vitória olímpicas mais antigas já datadas.

## Na cultura
Arraquião foi o tema de um poema, "Arrichion", por Jennette Threlfall, em que o poeta lamenta o fato de que o atleta viveu e morreu antes de São Paulo trazer o Cristianismo para a Grécia.